# The New Bill Cosby Show
The New Bill Cosby Show ist eine US-amerikanische Varieté-Fernsehshow, die von 1972 bis 1973 bei CBS ausgestrahlt wurde. Mit ihr sollte die Popularität von Bill Cosby, der zuvor in einer Sitcom und der Dramedy Tennisschläger und Kanonen mitgewirkt hatte, gesteigert werden. Außerdem stammten von ihm einige der erfolgreichsten Comedy-Alben der 1960er. Die Besetzung bestand sowohl aus Weißen als auch Schwarzen, unter ihnen Foster Brooks, Lola Falana (die auch als Ansagerin fungierte) und einige Comedyautoren wie Ronny Graham und Pat McCormick. Das Orchester von Quincy Jones steuerte die Musik bei inklusive Titelsong Chump Change. Ein Teil der Sendung waren fortlaufende Sketche wie The Wife of the Week und die Abenteuer von „The Dude“, einem Mann, der so cool war, dass ihn nichts beunruhigen konnte und der nie seine Coolness verlor.
Die Sendung hatte aufgrund des zeitgleich bei ABC gesendeten Monday Night Football nur schlechte Einschaltquoten und wurde nach einer Staffel eingestellt. Für seine Leistung in der Serie wurde Bill Cosby 1973 für den Golden Globe in der Kategorie Bester Serien-Hauptdarsteller – Komödie oder Musical nominiert.